# Colibrí d'Héliodore
El colibrí d'Héliodore (Chaetocercus heliodor) és una espècie d'ocell de la família dels troquílids (Trochilidae) que habita la selva humida i vegetació baixa del nord-est de l'Equador, des de l'oest de l'Equador, a través de Colòmbia, fins al nord-oest de Veneçuela.